# Yanantin

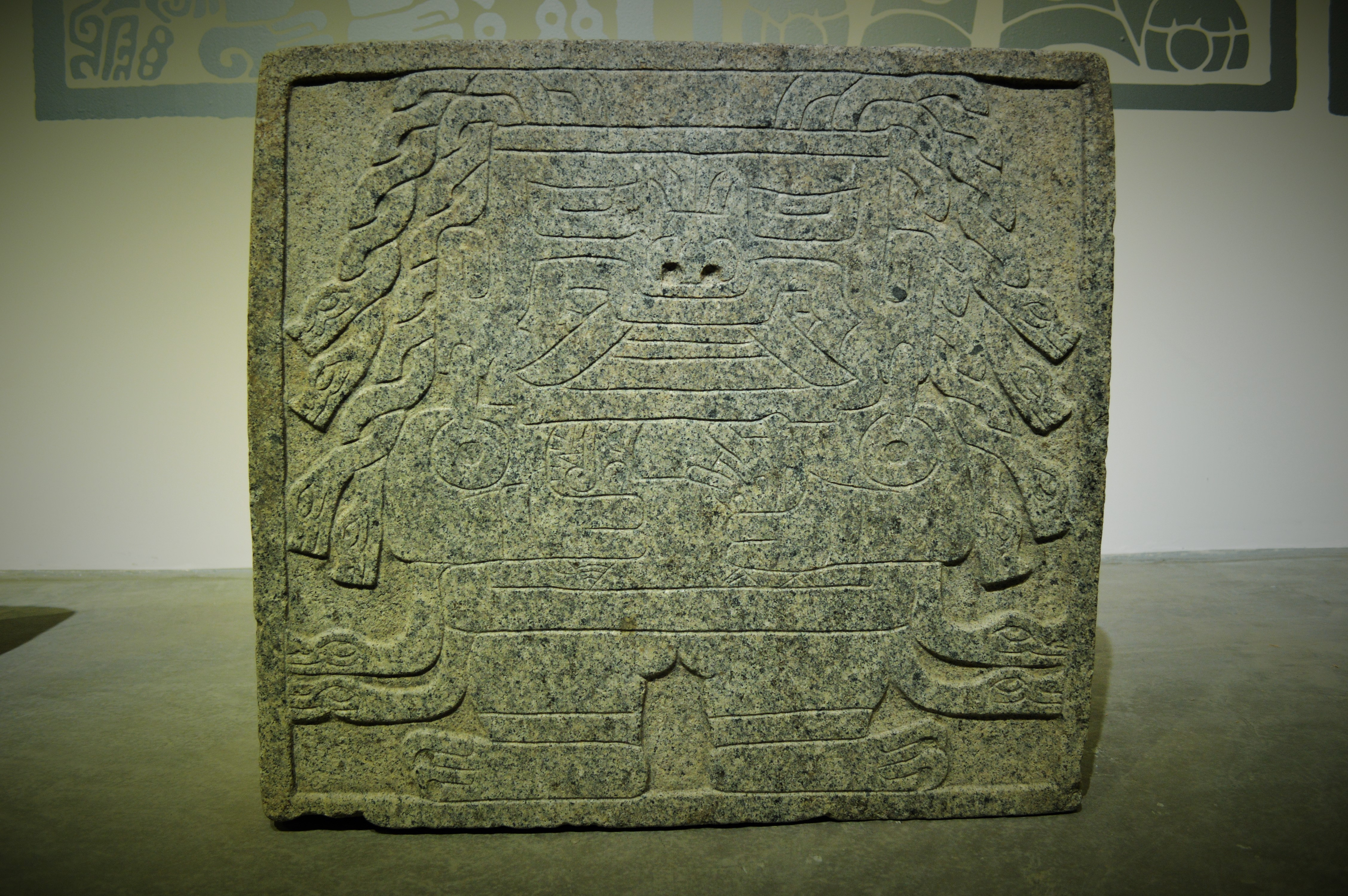
Représentation artistique de Yanantin sur une stèle représentant un être anthropomorphe tenant une spondyle (mullu), associée à la féminité, à la main gauche, représentée comme féminine, et l'instrument à vent pututu, associé à la masculinité, à la main droite, également associée à la msculinité.

Yanantin (en quechua : équilibre à partir de l'opposition complémentaire) est l'une des caractéristiques fondamentales et définitoires de la pensée andine et symbolise l'adhésion andine à un modèle philosophique basé sur ce qui est souvent appelé un « dualisme de termes complémentaires » ou simplement un « dualisme complémentaire »,. De même que le taoïsme chinois, la philosophie andine voit les opposés de l'existence (comme homme /femme, obscurité / lumière, intérieur / extérieur, haut / bas) comme des parties interdépendantes et essentielles d'un tout harmonieux. En raison de l'idée que l'existence même dépend de la tension et de l'échange équilibré entre les deux moitiés d'un ensemble unifié, la vie andine est marquée par un engagement idéologique et pratique très étudié censé harmoniser les opposés décrits comme conflictuels entre eux, sans détruire ni altérer aucun des deux. Selon quelques universitaires les oppositions complémentaires peuvent être hiérarchisées.
Le yanantin peut se manifester dans des contextes:
- Écologiques, entre une haute zone de la puna et une zone de vallée basse.
- Domestiques, dans un lien conjugal entre un homme et une femme, et
- Cosmologiques — Entre la divinité solaire (Tayta Inti ou « Père Soleil ») et la divinité lunaire (Mama Killa ou « Mère Lune »).

En général, ces oppositions complémentaires, dans un contexte plus large d'une réciprocité cosmologique et symbolique, se fondent sur l'attribution du genre masculin ou féminin à une des deux parts, comme dans le cas du monde d'en haut (Hanan Pacha, masculin) et du monde d'en bas (Uku Pacha, féminin). Cependant, chaque moitié de l'ensemble héberge également une polarité: la puna et la vallée; l'homme et la femme; le soleil et la lune; ainsi que le haut et le bas contiennent tous une subdivision en une part féminine et masculine. Ainsi s’ajoute à cette division de la dualité complémentaire la quadripartition de l'ensemble.

## Étymologie
En langue quechua, le prefix  yana- signifie « aide », alors que le suffixe -ntin signifie « de nature inclusive, avec des implications de totalité, d'inclusion spatiale d'une chose en une autre ou d'identification de deux éléments comme membres de la même catégorie »,. Dans l'ensemble, yanantin est traduisible comme « le complément de la différence »
Quelques universitaires décomposent le mot yanantin différemment, en traduisant yana- comme « noir » dans le sens d'«obscur », et le contrastant avec « clair » (soutenant une allégorie entre « obscur » et « clair » et non entre « noir » et « blanc »).

## Masintin
Le mot quechua masintin est souvent associé à yanantin, comme dans yanantin-masintin. Le concept de masintin indique le processus par lequel la paire de yanantin se « réduit », dans les termes de Platt, ou s'harmonise afin de parvenir vers un ajustement parfait. Les participants des recherches de Webb ont décrit masintin comme « le processus, l'expérience de cette relation yanantin ».